# Masakry v Kazani
Vraždy v kazanských jámách představovaly hromadné vraždy převážně etnických Srbů, žijících v obleženém Sarajevu, silami Mušana Topaloviće, velitele 10. horské brigády armády Republiky Bosna a Hercegovina během bosenské války.

## Zločiny

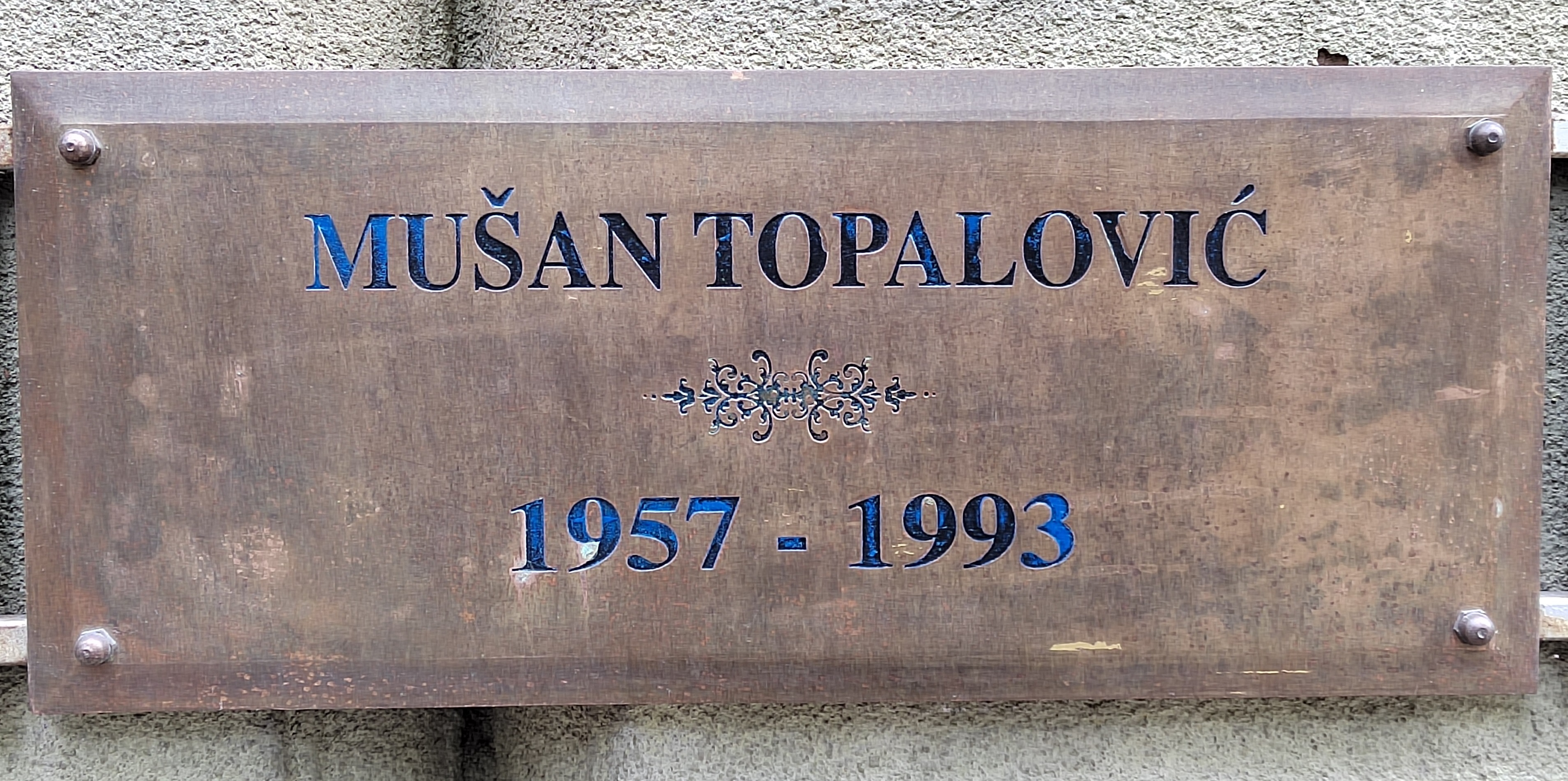
Pamětní deska Mušana „Caco“ Topaloviće v Sarajevu

Mušan Topalović, přezdívaný „Caco“, byl předválečný rockový hudebník a gangster, který se na začátku války stal velitelem jednotky se sídlem v Sarajevu. Podílel se také na organizaci Vlastenecké ligy a polovojenských jednotek Zelených baretů. Topalović byl spolu s Jusufem Prazinou, Ismetem Bajramovićem a dalšími jedním z klíčových zločinců, kteří měli za úkol bránit město během raných fází války. Ramiz Delalić, který velel 9. horské brigádě v Sarajevu, a Topalović, který velel 10. brigádě, ovládali velkou část obleženého hlavního města. Topalović ovládal oblast od Skenderije na levém břehu Miljacky na východ. Uplatňoval absolutní moc nad čtvrtěmi, dával dohromady rekruty, provozoval pašování na černém trhu, unášel a vykupoval bohaté lidi, organizoval znásilňování, přiděloval prázdné domy a pravděpodobně popravil více než 400 srbských bojovníků a civilistů.
V jednom zdokumentovaném případě byla šestičlenná rodina zastřelena automatickými zbraněmi, když se sešla k obědu, útočníky, kteří měli na sobě uniformy Vlastenecké ligy. Jovan Divjak, etnický srbský generál sloužící v Armádě Republiky Bosna a Hercegovina (ARBiH), řekl, že místní úřady identifikovaly vrahy během několika hodin, ale policie zablokovala vyšetřování – stejně jako v mnoha jiných případech protisrbského násilí.
Jáma Kazani se nacházela na hoře Trebević, pod pozicemi Armády Republiky Srbské (VRS), přibližně 1,5 kilometru (0,93 mil) jižně od centra města. Caco a jeho muži ji použivali jako místo pro vraždy a jako masový hrob svých obětí. Srbští civilisté byli obklíčeni, biti a poté zabiti, často tak, že jim byla podříznuta hrdla a byla jim useknuta hlava, než byla jejich těla zatlačena do jámy.
27. května 1993 Divjak informoval bosenského prezidenta Aliju Izetbegoviće o zločinech spáchaných proti srbským civilistům v Sarajevu. Poslal pětistránkový dopis, který nejen podrobně popsal vraždy prováděné polovojenskými jednotkami, ale také jmenoval více než tucet lidí, kteří byli uneseni a zabiti.
Časopis Dani byl mezi prvními publikacemi, které psaly o Topalovićových zločinech proti sarajevským Srbům. Ve svém vydání z 29. ledna 1993 zveřejnil třístránkový článek o utrpení a postavení Srbů ve městě. Ve 22 hlášených incidentech bylo potvrzeno, že bylo zabito 39 lidí, z nichž všichni kromě dvou byli etničtí Srbové, zatímco národnost dalších dvou obětí nebyla známa.

## Zatčení
26. října 1993 zahájila bosenská vláda policejní akci s krycím názvem „Operace Trebević 2“ s cílem vypořádat se s kriminalitou ve vlastních řadách a vrátit do systému vojenské skupiny odpadlíků. Akce byla namířena proti 9. motorizované a 10. horské brigádě Armády Republiky Bosna a Hercegovina a jejím velitelům. Bosenské policejní jednotky rozpustily Cacovu polovojenskou skupinu, zatkli 16 vojáků a Caca zabili; jeden bosenský generál ho označil za „nepohodlného svědka“ válečných zvěrstev. Cacovi komplicové byli obžalováni, ale po procesu u vojenského soudu v Sarajevu dostali minimální tresty. Čtyři lidé byli odsouzeni k šesti letům vězení každý: Esad Tucaković, Zijo Kubat, Refik Čolak a Mevludin Selak, zatímco osm bylo odsouzeno na deset měsíců každý za neoznámení zločinu a pachatelů. Celkem bylo za různá zvěrstva odsouzeno 14 vojáků, přičemž většina si odseděla několik měsíců.
Tucaković popsal během svého procesu mučení a vraždu manželů Vasilije a Any Lavrivových. Poté, co popsal, jak Vasilije Lavriva udeřil a zabil podříznutím hrdla, pokračoval:
Vzal jsem svůj nůž – byl 40 centimetrů dlouhý – a odřízl jsem jí [Aně Lavriv] hlavu od těla. Její mrtvolu jsem strčil do jámy a její hlavu nechal na zemi. Poté jsem běžel do zákopu. Měl jsem krev na rukou a oblečení. Umyl jsem se, takže zabití dalších dvou lidí jsem neviděl. Když jsem se vrátil na velitelství brigády, bylo mi řečeno, že Caco byl s mou prací spokojen.

Vztah bosenské vlády s Cacem a jeho polovojenskou skupinou se ukázal být komplikovaný, protože jejich obrana města během obléhání byla prioritou. Alibabić a jiní obviňují, že Caco byl odstraněn ne proto, že by byl velitelem mimo kontrolu, ale proto, že se stal politickou odpovědností pro Izetbegoviće a jeho vnitřní okruh politických vůdců SDA, kteří byli spoluviníky jeho špinavé práce. Caco byl slavnostně pohřben na mučednickém hřbitově Kovača během pohřbu organizovaného Zelenými barety v prosinci 1996, který přilákal velký dav asi 10 000 lidí, což způsobilo zděšení mezi liberálně smýšlející veřejností v Sarajevu a přimělo generála Divljaka, aby Izetbegovićovi napsal protestní dopis.

## Počet mrtvých
Vyšetřovatelé provedli exhumaci masových hrobů v jámě Kazani, přičemž po několika dnech bylo nalezeno 29 těl. Práce však byly náhle zastaveny ministerstvem vnitra a již nikdy nebyly obnoveny. "V jámě bylo jasně více než 29 těl," řekl Munir Alibabić, který byl v té době policejním šéfem Sarajeva a měl na starosti vyšetřování, "ale dostal jsem rozkaz zastavit veškerou práci. Když jsem se ptal ministra vnitra, řekl mi, že jde o prezidentský příkaz. Mám podezření, že najít velké množství těl bylo politicky nepohodlné." Z 15 identifikovaných obětí bylo 10 Srbů, 2 Ukrajinci (Ana a Vasilj Lavrovovi), 2 Chorvati a jeden Bosňák.
Celkový počet obětí zabitých v Kazani není znám, odhady se pohybují od několika desítek až po stovky. Odhady obětí srbských civilistů zabitých v bosenskou vládou drženém Sarajevu vedené představiteli Federace Bosny a Hercegoviny říkají „nejméně 150“. Akce polovojenských jednotek vedly tisíce Srbů k útěku z města, zejména v létě 1992. Ke konci války se počet Srbů v Sarajevu odhadoval na několik desítek tisíc, méně než 20 % z těch, kteří žili ve městě v roce 1991.

## Připomenutí

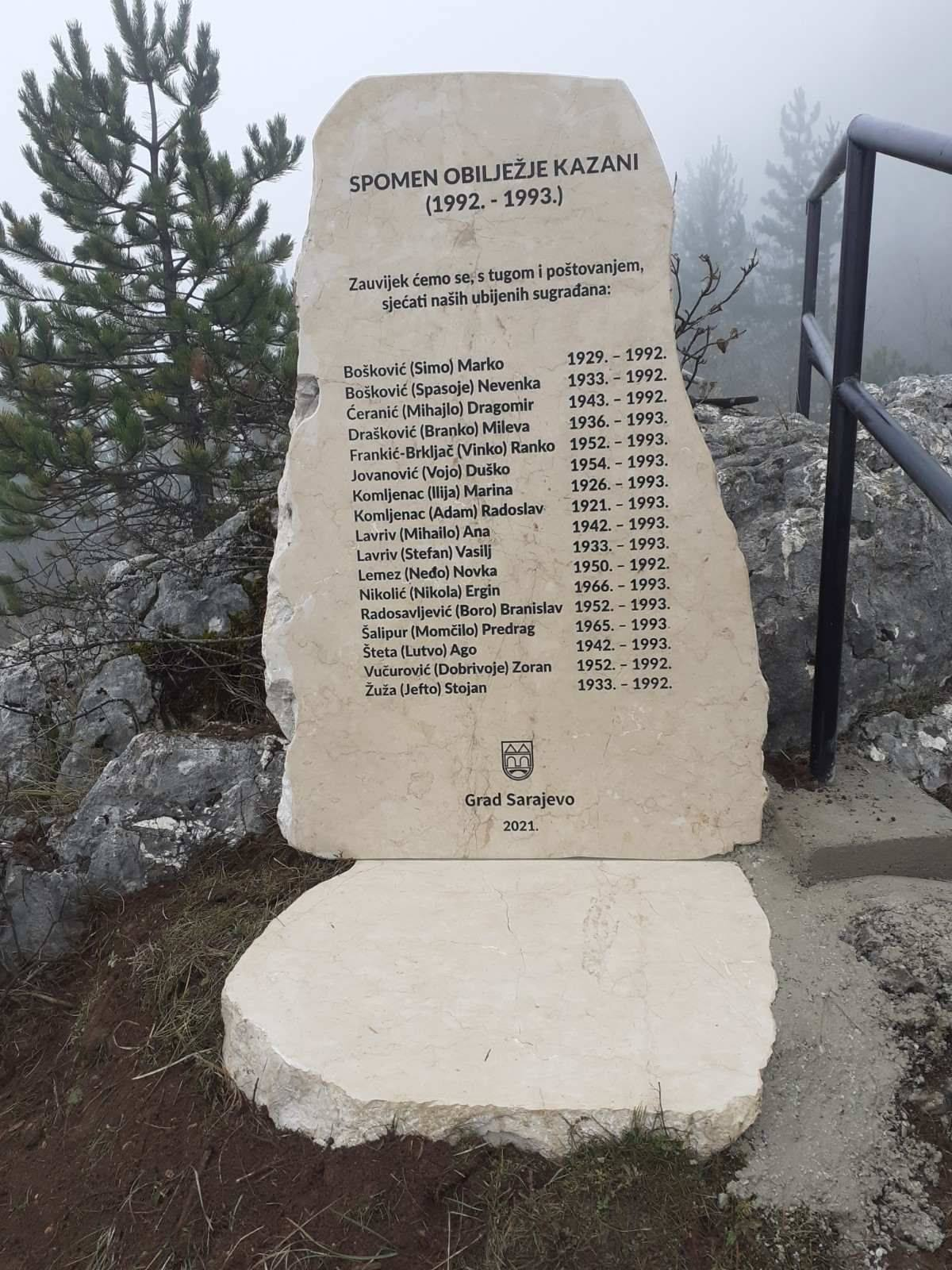
Památník v Kazani byl oficiálně odhalen 15. listopadu 2021.

První veřejné uctění památky zločinů v Kazani uspořádala nevládní agentura UDIK v Sarajevu v roce 2014. V roce 2016 bosenský politik Bakir Izetbegović, syn Aliji Izetbegoviće, vzdal hold sarajevským srbským válečným obětem návštěvou jámy Kazani a položením květin na okraji rokle.

### Památník
Několik bosenských nevládních organizací včetně UDIK po léta vyzývalo město Sarajevo, aby postavilo obětem zabitým v Kazani v centru Sarajeva pomník. V prosinci 2020 městská rada Sarajeva zařadila památník obětem v Kazani do plánu pomníků, které mají být financovány a postaveny v roce 2021. V květnu 2021 město vyhlásilo soutěž na návrh památníku obětem zabitým v Kazani.
12. listopadu 2021 městská správa Sarajeva postavila pomník v Kazani. 15. listopadu Benjamina Karić, Milan Dunović a vysoký představitel pro Bosnu a Hercegovinu Christian Schmidt odhalili pomník. UDIK, který byl jedním z iniciátorů památníku, a rodiny obětí se odhalení nezúčastnily poté, co vyšlo najevo, že jména pachatelů budou na desce vynechána. To byl jeden z hlavních požadavků UDIK, multietnické strany Naša stranka a rodin obětí během procesu návrhu. Jiní, jako Asociace vítězů Zlaté lilie a Zlatého policejního odznaku, Asociace veteránů Vlastenecké ligy, Asociace generálů Bosny a Hercegoviny, SDA a výbory kantonu z řad sociální demokracie, podpořili opomenutí pachatelů.